# Halasagara, Kudligi
Halasagara là một làng thuộc tehsil Kudligi, huyện Bellary, bang Karnataka, Ấn Độ.